# モーリス・エバンス (バスケットボール)
モーリス・エバンス(Maurice Eugene Evans、 1978年11月8日-)はアメリカ合衆国カンザス州ウィチタ出身のバスケットボール選手。身長196cm。体重100kg。ポジションはガード兼フォワードのスウィングマン。

## 大学時代
大学は地元ウィチタ州立大学に進学。そこで2年間プレーした後、テキサス大学オースティン校へ転校。

## NBA
2001年のNBAドラフトにエントリーしたが、どこにも指名されずフリーエージェントとしてミネソタ・ティンバーウルブズと契約。ウルブズでは10試合出場した。そのシーズン後、ヨーロッパに渡り、2002年はギリシャのオリンピアコス、2003年はイタリアのパッラカネストロ・トレヴィーゾと契約した。2004年にサクラメント・キングスと契約しNBAに復帰。
2005-2006シーズン前、デトロイト・ピストンズに移籍。リチャード・ハミルトンやテイショーン・プリンスとの控えとして80試合に出場。平均5.0得点、2.0リバウンドを記録した。
2006-2007シーズン前にチェイック・サムとの交渉権とのトレードでロサンゼルス・レイカーズに移籍、2007-2008シーズン序盤にまたもトレードでオーランド・マジックへ移籍した。マジックでは47試合に先発出場し平均9.3得点、3P成功率約4割とキャリアハイを記録した。
2008-2009シーズン前、前シーズンまで6thマンとして活躍していたジョシュ・チルドレスの後釜に期待されアトランタ・ホークスへ移籍した。ホークスで２シーズン半プレイした後、トレードでワシントン・ウィザーズへ移籍した。

## プレースタイル
激しいディフェンスとスリーポイントを得意とする。またガードながら跳躍力が素晴らしく時折パワフルなダンクを決めることができる。